# Gordon Tullock

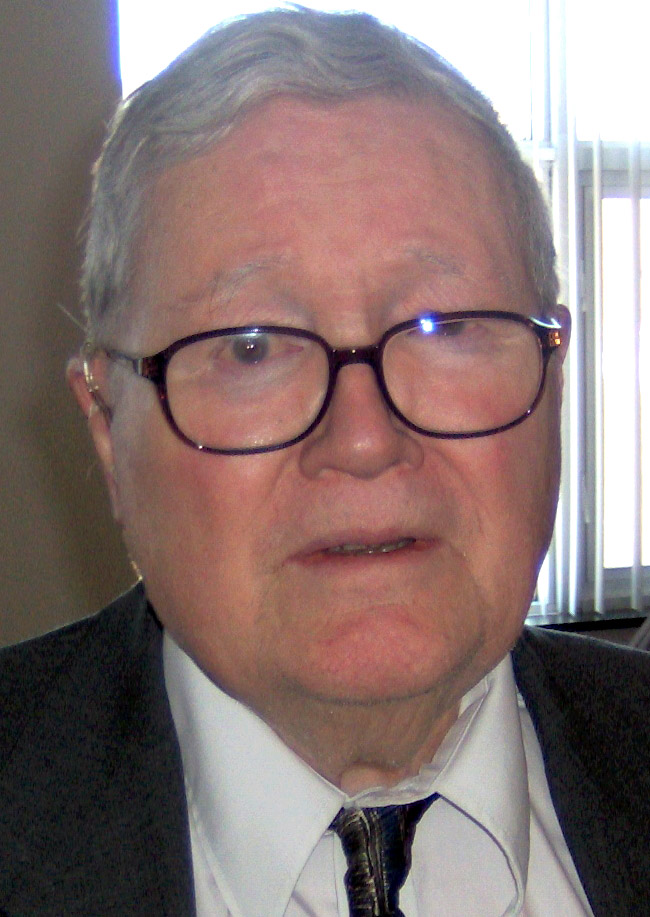
Gordon Tullock (2007)

Gordon Tullock (* 13. Februar 1922 in Rockford, Illinois; † 3. November 2014 in Des Moines, Iowa) war ein US-amerikanischer Professor für Rechtswissenschaft und Volkswirtschaft an der George Mason University School of Law im Arlington County. Er gilt als einer der Väter der Neuen Politischen Ökonomie.

## Leben
Gordon Tullock wurde 1922 in Rockford, Illinois geboren, wo er auch zur Schule ging. Anschließend besuchte er die Universität von Chicago bzw. die zugehörige Law School. Bevor er 1947 in Chicago seinen Juris Doctor erhielt, leistete er Militärdienst im Zweiten Weltkrieg. Im Herbst 1947 wurde er Mitglied des United States Foreign Service; Tullock ging für zwei Jahre als amerikanischer Diplomat nach Tianjin, China. Anschließend kehrte er in die USA zurück, wo er im Auftrag des US-Außenministeriums drei Semester Chinesisch lernte. 1952 wurde er Mitglied der Abteilung Mainland China des Generalkonsulates in Hongkong, um neun Monate später an die Botschaft in Korea zu wechseln. 1956 verließ Tullock den diplomatischen Dienst der USA.
1958 bis 1959 absolvierte Tullock ein Post-Doktorat am Thomas Jefferson Center for Political Economy der Universität von Virginia. Anschließend war er bis 1962 Assistenz- bzw. außerordentlicher Professor am Lehrstuhl für Internationale Studien der Universität von South Carolina. Von dort kehrte er an die Universität von Virginia zurück, wo er als außerordentlicher Professor Volkswirtschaft lehrte. Von 1967 bis 1968 lehrte er an der Rice University als ordentlicher Professor Volkswirtschaftslehre und Politikwissenschaft. Im August 1968 wurde er als Professor für Volkswirtschaftslehre und Neue Politische Ökonomie an die Virginia Polytechnic Institute and State University berufen. 1978 wurde er in die American Academy of Arts and Sciences aufgenommen. Im Juni 1983 war er als Holbert-R.-Harris-Professor an der George Mason University tätig, bevor er im Herbst 1987 zur University of Arizona wechselte. 1999 wurde er dann erneut Professor an der George Mason University.

## Werke (Auswahl)
- mit James M. Buchanan: The Calculus of Consent – Logical Foundations of Constitutional Democracy. Ann Arbor, 1962.
- The Welfare Costs of Tariffs, Monopolies and Theft im Western Economics Journal, 1967
- Public Decisions and Public Goods im Journal of Political Economy, 1971
- The General Irrelevance of the General Impossibility Theorem in Quarterly Journal of Economics, Mai 1967, S. 256–270